# العلاقات المالديفية الكورية الشمالية
العلاقات المالديفية الكورية الشمالية هي العلاقات الثنائية التي تجمع بين المالديف وكوريا الشمالية.

## مقارنة بين البلدين
هذه مقارنة عامة ومرجعية للدولتين:
| وجه المقارنة                                              | [[تصنيف:صفحات تستخدم رمز علم غير موجود\|]] المالديف | كوريا الشمالية                        |
| --------------------------------------------------------- | --------------------------------------------------- | ------------------------------------- |
| المساحة (كم2)                                             | 298                                                 | 120.54 ألف                            |
| عدد السكان (نسمة)                                         | 436.33 ألف                                          | 25.49 مليون                           |
| الكثافة السكانية (ن./كم²)                                 | 146.42 ألف                                          | 211.47                                |
| العاصمة                                                   | ماليه                                               | بيونغيانغ                             |
| اللغة الرسمية                                             | اللغة الديفهي                                       | لغة كوريا الشمالية القياسية ‏          |
| العملة                                                    | روفيه مالديفية                                      | وون كوري شمالي                        |
| الناتج المحلي الإجمالي (بليون دولار)                      | 4.60 مليار                                          |                                       |
| الناتج المحلي الإجمالي (تعادل القوة الشرائية) بليون دولار | 5.23 مليار                                          |                                       |
| الناتج المحلي الإجمالي الاسمي للفرد دولار أمريكي          | 8.39 ألف                                            |                                       |
| الناتج المحلي الإجمالي للفرد دولار أمريكي                 | 12.53 ألف                                           |                                       |
| مؤشر التنمية البشرية                                      | 0.706                                               |                                       |
| رمز المكالمات الدولي                                      | +960                                                | +850                                  |
| رمز الإنترنت                                              | .mv                                                 | .kp                                   |
| المنطقة الزمنية                                           | ت ع م+05:00                                         | ت ع م+08:30، ت ع م+08:30، ت ع م+09:00 |

## منظمات دولية مشتركة
يشترك البلدان في عضوية مجموعة من المنظمات الدولية، منها:
| علم المنظمة | اسم المنظمة              | تاريخ انضمام المالديف | تاريخ انضمام كوريا الشمالية |
| ----------- | ------------------------ | --------------------- | --------------------------- |
|             | الاتحاد الدولي للاتصالات | 28 فبراير 1967        | ?                           |
|             | الاتحاد البريدي العالمي  | ?                     | ?                           |
|             | يونسكو                   | 18 يوليو 1980         | 18 أكتوبر 1974              |
|             | الأمم المتحدة            | 21 سبتمبر 1965        | 17 سبتمبر 1991              |

## وصلات خارجية
- موقع وزارة الخارجية المالديفية
- موقع وزارة الخارجية الكورية الشمالية